# Campeonato Mundial de Atletismo Sub-20 de 2021 - Revezamento 4x400 m feminino
A prova do revezamento 4 x 400 metros feminino do Campeonato Mundial de Atletismo Sub-20 de 2021 ocorreu no dia 22 de agosto de 2021 no Centro Esportivo Internacional Moi, em Nairóbi, no Quênia. 

## Recordes
Antes desta competição, os recordes mundiais e do campeonato nesta prova eram os seguintes:
|       | Nacionalidade  | Tempo   | Local    | Data                |
| ----- | -------------- | ------- | -------- | ------------------- |
| WU20R | Estados Unidos | 3:27.60 | Grosseto | 18 de julho de 2004 |
| CR    | Estados Unidos | 3:27.60 | Grosseto | 18 de julho de 2004 |
| WU20L | Alemanha       | 3:35.38 | Tallinn  | 18 de julho de 2021 |

## Medalhistas
| Ouro                                                                               | Prata                                                                     | Bronze                                                                            |
| Nigéria · Opeyemi Deborah Oke · Imaobong Nse Uko · Ella Onojuvwevwo · Favour Ofili | Jamaica · Annalee Robinson · Aalliyah Francis · Alliah Baker · Daena Dyer | Itália · Alessandra Iezzi · Federica Pansini · Angelica Ghergo · Alexandra Almici |

## Cronograma
Todos os horários são locais (UTC+3).  
| Data         | Hora  | Evento |
| ------------ | ----- | ------ |
| 22 de agosto | 17:55 | Final  |

## Resultado final
A prova final foi realizada no dia 22 de agosto às 17:55. 
| Posição           | Nacionalidade | Atletas                                                              | Tempo   | Notas                |
| ----------------- | ------------- | -------------------------------------------------------------------- | ------- | -------------------- |
| Medalha de ouro   | Nigéria       | Opeyemi Deborah Oke Imaobong Nse Uko Ella Onojuvwevwo Favour Ofili   | 3:31.46 | WU20L                |
| Medalha de prata  | Jamaica       | Annalee Robinson Aalliyah Francis Alliah Baker Daena Dyer            | 3:36.57 | Recorde da temporada |
| Medalha de bronze | Itália        | Alessandra Iezzi Federica Pansini Angelica Ghergo Alexandra Almici   | 3:37.18 |                      |
| 4                 | Índia         | Payal Vohra Summy Rajitha Kunja Priya Mohan                          | 3:40.45 | Recorde da temporada |
| 5                 | Chéquia       | Nikola Bišová Karolína Mitanová Kateřina Matoušková Lucie Zavadilová | 3:41.59 |                      |
| 6                 | África do Sul | Molepo Precious Angelique Strydom Charlize Eilerd Jada van Staden    | 3:43.16 | Recorde da temporada |
| 7                 | Etiópia       | Amarech Zago Hana Tadesse Meheret Ashamo Nigist Getachew             | 3:43.37 | Recorde da temporada |
| 8                 | Eslovênia     | Eva Murn Veronika Sadek Neža Dolenc Petja Klojčnik                   | 3:49.36 |                      |

Legenda
| Recorde mundial       | Recorde mundial (World record)               |                       | Recorde africano                      | Recorde africano (African) |                                           | Q | Classificado por posição (Qualified) |
| Recorde do campeonato | Recorde do campeonato (Championship record)  | Recorde da América    | Recorde da América (Americas)         | q                          | Classificado por melhor tempo (Qualified) |   |                                      |
| Melhor marca do ano   | Melhor marca do ano (World leading)          | Recorde asiático      | Recorde asiático (Asian)              | DNS                        | Não largou (Did not start)                |   |                                      |
| Recorde nacional      | Recorde nacional (National record)           | Recorde europeu       | Recorde europeu (European)            | DNF                        | Não terminou (Did not finish)             |   |                                      |
| Recorde pessoal       | Recorde pessoal do atleta (Personal best)    | Recorde da Oceania    | Recorde da Oceania (Oceania)          | DSQ / DQ                   | Desclassificado (Disqualified)            |   |                                      |
| Recorde da temporada  | Recorde da temporada do atleta (Season best) | Recorde sul-americano | Recorde sul-americano (South America) | NM                         | Sem marca (No mark)                       |   |                                      |